# 山本公成
山本 公成（やまもと こうせい、1948年9月24日 - ）は、日本の作曲家、演奏家、即興演奏家。大阪府大阪市出身。血液型A型。
演奏楽器はソプラノ・サクソフォーン、フルート、ネイティブアメリカンフルート、民族笛、創作笛まど多岐にわたる。

## 経歴
幼少期にピアノを始め、高校ではブラスバンド・スウィング・ジャズに触れる。大学の軽音楽部ではロックに傾倒・セッションを行った。新宿ピット・イン・ニュージャズホールで吉沢元治に出会い、彼を含む多くの音楽家と共演。江夏健次・佐藤康和とグループ「白烏」を結成。その後豊住芳三郎を中心に様々な音楽家とセッション。 
前述の活動の他、演劇「日本維新派」、映画「ガキ帝国」（井筒和幸）「部屋/THE ROOM」（園子温）「つ・む・ぐ」（吉岡敏朗）などの映画音楽/舞踏音楽の作曲・即興演奏を行う。岡野弘幹らと風の楽団で活動、イギリス・グラストンベリー、アメリカで演奏。バルト三国で出会った民衆の平和の魂に感動し、巡り合った楽器で生まれた曲を「月ゆめ」と名付け、「ほしこ」と制作/演奏活動を行う。

## ディスコグラフィー
- ドイツIC/digit  
  - EastWard
  - Earth Breeze
  - Tears of the forest
  - Back to the smile

- Awa records
  - 風の楽団
  - Island of Bows

- Kaze Gaku Label 
  - Kaze Gaku
  - Kaze Gaku2
  - Wind maker

- Organic:Warp And Associates Inc.
  - Earth Breeze Yamamoto Kosei meets Wong Wing Tsan

- Pulse’jet  Label
  - Symbiosis
  - Tasmania Gemination
  - Dream Catcher
  - Earth Breeze2
  - Earth Breeze3
  - 月ゆめ
  - 月ゆめ2
  - It’s in the future from the past.
  - It’s in the future
  - Cross Point

## 主な共演者
- Danny Davis (Sun Ra Orchestra)
- John Zorn
- Ned Rothenburg
- Derek Bailey
- Tom Cora
- Zeena Parkins
- Joseph Jarman
- John Russell
- Dave Goodman (record producer)
- 江夏健次
- Yuji Takahashi
- Kyoichi Kita
- Minotaro Yoshida (bunraku)
- 黒田征太郎
- Takaaki Yoshimoto
- Sabu Toyozumi
- R,C,Nakai
- 佐藤康和
- Hiroki Okano